# Incidente ferroviario di Guardia Mangano
L'incidente ferroviario di Guardia Mangano fu uno scontro tra treni avvenuto alle ore 18:40 del 15 dicembre 1912 nella stazione ferroviaria di Guardia Mangano, sulla linea delle FS Messina-Catania.

## Dinamica
Il treno merci facoltativo n. 913 diretto a Catania si trovava in sosta sul terzo binario della stazione in attesa dell'incrocio con il treno diretto n. 116 proveniente da Siracusa e diretto a Roma, che sarebbe dovuto arrivare alle 17.53. Alle ore 18:40 il treno diretto, in notevole ritardo, giungeva a velocità sostenuta dovendo essere ricevuto sul primo binario di corretto tracciato per il servizio viaggiatori. Per errore del personale della stazione il deviatoio di ingresso lato Acireale fu lasciato in posizione di deviata verso il terzo binario. Il treno diretto, in testa al quale vi erano due locomotive a vapore impattò violentemente contro la locomotiva del treno merci. La carrozza pullman si incastrò nella vettura ristorante che a sua volta per il contraccolpo sfondò le due successive. La locomotiva del diretto, il bagagliaio e la vettura di terza classe furono gravemente danneggiate. La carrozza mista di prima e seconda classe si frantumò mentre quella ristorante si spezzò dopo essere sviata.
Sul posto giunsero sollecitamente ambulanze e soccorritori, autorità civili e militari. Vennero poi fatti affluire treni di soccorso. La mattina del giorno successivo giunsero 160 militari per lo sgombero dei rottami.

## Vittime
Perdevano la vita 15 persone e ne rimanevano seriamente ferite oltre 30.
La maggior parte delle vittime tra i passeggeri furono nella vettura ristorante, oltre al personale ferroviario, il macchinista e il fuochista del treno diretto. I feriti più gravi vennero trasportati all'ospedale di Acireale, il più vicino, mentre gli altri all'ospedale Garibaldi di Catania.